# نیکون ای‌اف–اس زوم-نیکور ۲۴–۱۲۰میلی‌متر اف/۳٫۵–۵٫۶جی آی‌اف–ئی‌دی وی‌آر
نیکون ای‌اف-اس زوم-نیکور ۲۴-۱۲۰میلی‌متر اف/۳٫۵-۵٫۶جی آی‌اف-ئی‌دی وی‌آر (به انگلیسی: Nikon AF-S Zoom-Nikkor 24-120mm f/3.5-5.6G IF-ED VR) نام لنز دوربین عکاسی از نوع زوم است که توسط شرکت نیکون تولید می‌شود. فاصلهٔ کانونی این لنز ۲۴ تا ۱۲۰ میلی‌متر و ضریب اف آن اف ۳٫۵ تا ۵٫۶ تا اف ۲۲ است. 